# Hieronim Staszkowski
Hieronim (Jarosz) Staszkowski herbu Bogoria (zm. przed 16 kwietnia 1591 roku) – poseł województwa krakowskiego na sejm 1576/1577 roku i sejm 1585 roku.
Studiował na uniwersytecie w Ingolstadt w 1562 roku.